# Loboguerrero
Loboguerrero es un centro poblado del municipio de Dagua, Valle del Cauca, Colombia. El centro poblado está ubicado aproximadamente a 61 km de la capital vallecaucana, Cali, y está a 55 km de Buenaventura.  

## Vías de comunicación
Loboguerrero está ubicado justo en el cruce de la Ruta Nacional 19 con la Ruta Nacional 40, cosa que le da gran importancia, al ser un punto de paso obligatorio al ir a Buenaventura, el puerto más importante del país. En el centro poblado viven al menos 2000 personas. 
El proyecto concesional Buga-Loboguerrero-Buenaventura está ubicado en esta región, la de la ramificación conocida como los Farallones de Cali de la Cordillera Occidental. La longitud de la concesión es de 128 km y cuenta con un corredor en segunda calzada a lo largo de 118 km y está a cargo de la concesionaria Unión Vial Camino del Pacífico. Entre otros trabajos, se realizará una estabilización de taludes, la construcción de dos túneles cortos, que suman alrededor de 1,4 km aproximadamente, y la operación y mantenimiento de 17 túneles existentes, cuya longitud consolidada es de 9,3 km.

## Geografía
El centro poblado es atravesado por la Quebrada Naranjal y el Río Dagua, que le da un clima subtropical aunque un poco frío, y las temperaturas rondan entre los 18 y los 24 grados, que es porque la Cordillera Occidental, concretamente su ramificación llamada los Farallones de Cali, atraviesan la zona.